# Louis Léopold Boilly
Louis Léopold Boilly (La Bassée, 5 de julho de 1761 – Paris, 4 de janeiro de 1845) foi um pintor, desenhista, miniaturista e litógrafo francês, conhecido por suas cenas da vida parisiense nos anos da Revolução e do Império.

## Galeria

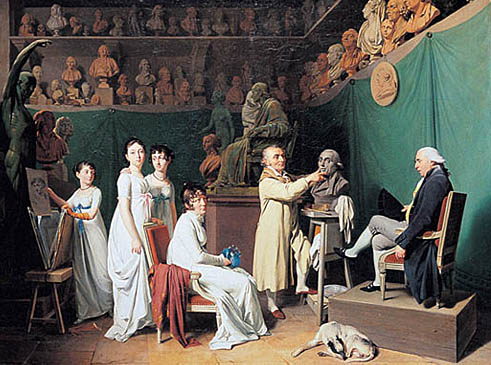
O ateliê de Houdon.
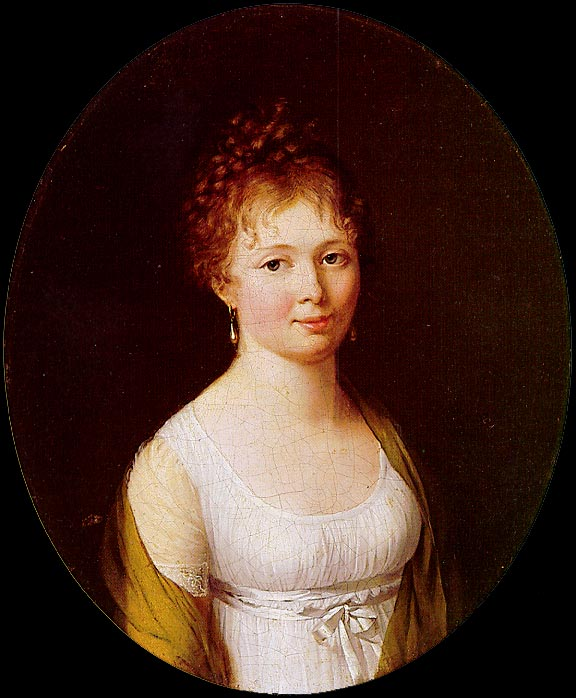
Gabrielle Josephine du Pont.
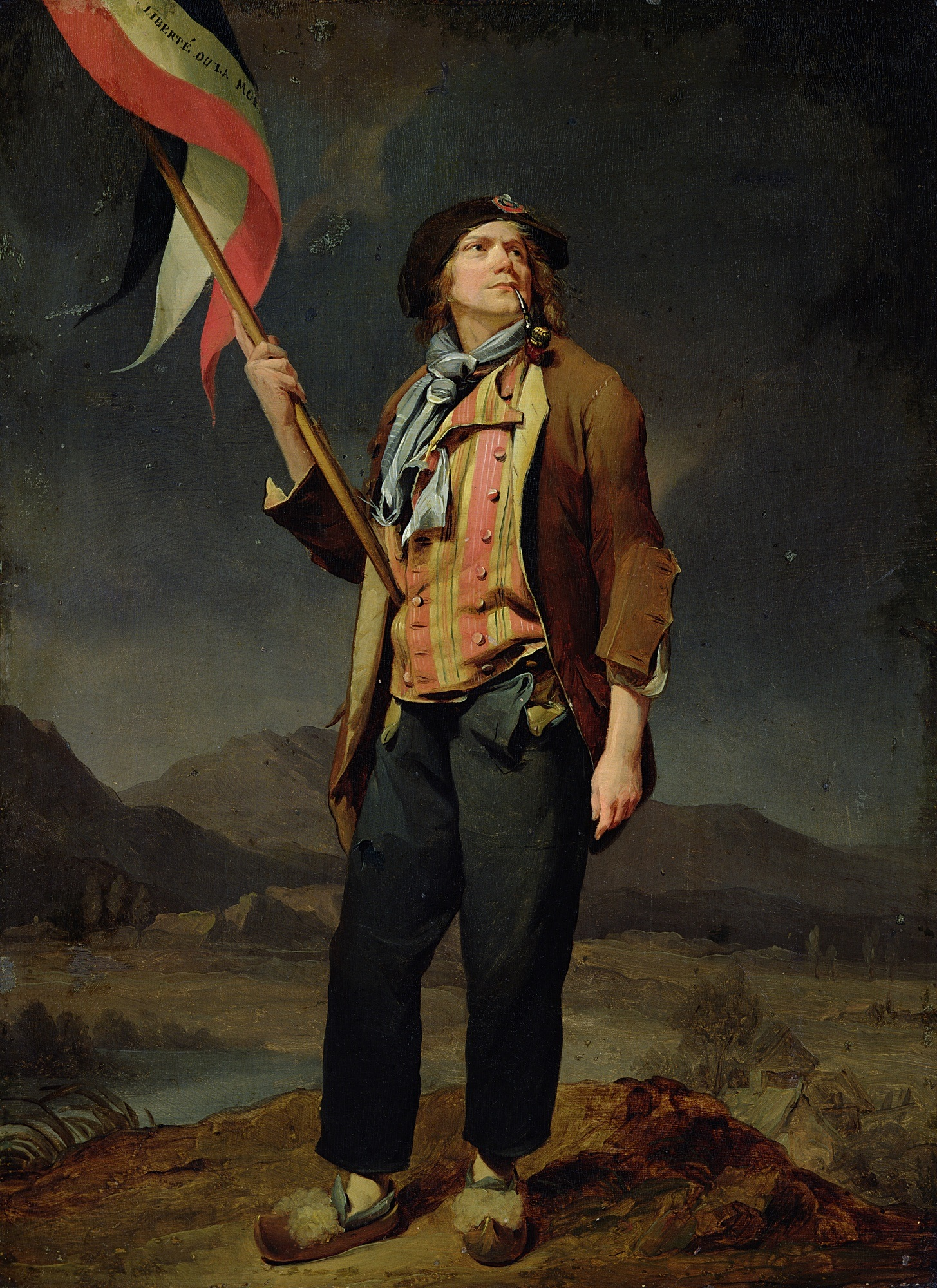
Sans-culotte.
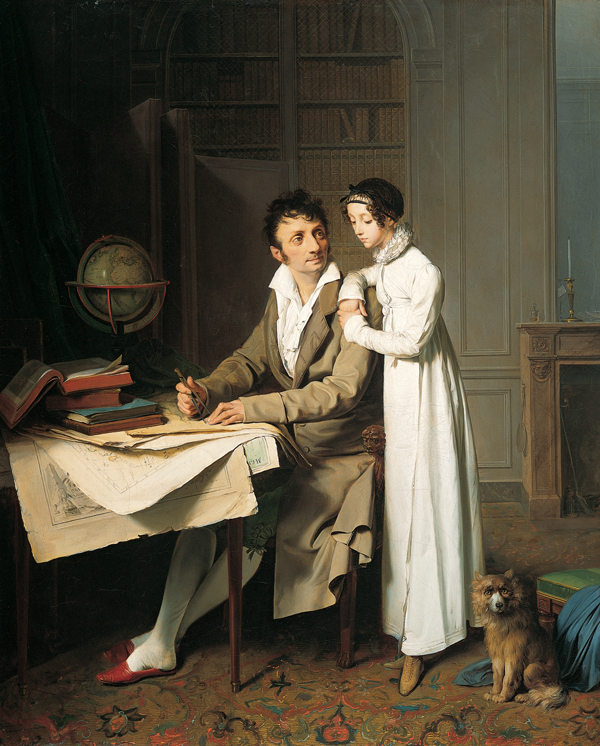
A lição de Geografia